# Komló
Komló é uma cidade da Hungria, no condado de Baranya, com 23 000 habitantes. Fica situada nos contrafortes de Mecsek, é região carbonífera e de fabrico do coque.